# ダーク・ブラッド
『ダーク・ブラッド』（原題: Dark Blood）は、1993年制作のアメリカ合衆国・オランダの映画。リヴァー・フェニックスの遺作である。

## 制作の経緯
1993年にリヴァー・フェニックス主演、ジョルジュ・シュルイツァー監督で制作が進められていたが、1993年10月31日にリバーが急死したため、撮影途中だった本作は主役不在での完成は不可能とされ、長い間お蔵入りとなっていた。
だが、シュルイツァーが2007年末に大病を患い、余命わずかと宣告された。彼はキャリア最後の作品として本作の完成を決意し、2009年に制作を再開。監督自らが大事に保管していたフィルムの権利問題や未撮影シーンの再現など様々な壁を乗り越えて、2012年に完成。ちょうどリバーの没後20周年を迎えた2013年に公開にこぎ付けた。ジョルジュ・シュルイツァー監督は2014年9月20日死去した。(82歳)

## あらすじ
旅の途中で車が故障し、砂漠の中で立ち往生することになった俳優夫妻のハリーとバフィー。彼らはそこで出会った青年ボーイの助けを得て、車が修理するまでそこで過ごすこととなる。
しかしボーイは次第にバフィーに執着するようになり、三人の関係は徐々に緊迫していく。

## キャスト
※括弧内は日本語吹替
- ボーイ - リヴァー・フェニックス（小松史法）
- バフィー - ジュディ・デイヴィス（よのひかり）
- ハリー - ジョナサン・プライス（青山穣）
- ジョー - T・ダン・ホプキンス（桂一雅）
- モーテルの女 - カレン・ブラック（宮沢きよこ）